# العصر الرباعي
الرباعي (باللاتينية: Quaternary)، وهو العصر الحالي والثالث والأخير من العصور الثلاثة لحقبة الحياة الحديثة، امتد من 2.58 مليون سنة مضت وحتى زمننا الحاضر، لمدة 2.58 مليون سنة تقريبا. يسبقه النيوجيني. ويشير المصطلح غير الرسمي «الرباعي المتأخر» إلى 0.5-1.0 مليون سنة الماضية.
يحدد العصر الرباعي من خلال النمو الدوري وانحلال الصفائح الجليدية القارية المرتبطة بدورات ميلانكوفيتش وما يرتبط بها من تغيرات مناخية وبيئية.

## التسمية
يعود مصطلح «الرباعي» (Quaternary) إلى الإيطالية ("quattro" = «أربعة» + "ordini" = «أنساق»).
في عام 1759، اقترح الجيولوجي الإيطالي جيوفاني أردوينو [الإنجليزية] أن الطبقات الجيولوجية في شمال إيطاليا يمكن تقسيمها إلى أربعة تشكيلات أو «أنساق (orders)» متتالية. وفي عام 1829 تقديم مصطلح «الرباعي» (Quaternary) بواسطة الجيولوجي الفرنسي جول دسنويرس لرواسب حوض السين الفرنسي الذي بدا أنها أصغر عمرا من صخور العصر الثالث.

## التطور التاريخي لتعريف الرباعي
يتبع الرباعي العصر النيوجيني ويمتد حتى وقتنا الحاضر. ويغطي الفترة الزمنية للتجلد المصنفة على أنه العصر البليستوسيني، ويشمل الفترة الزمنية الجليدية الحالية الهولوسيني.
هذا يضع بداية الرباعي في بداية التجلد في نصف الكرة الشمالي منذ حوالي 2.6 مليون سنة. قبل عام 2009 تم تعريف البليستوسيني ليكون منذ 1.805 مليون سنة وحتى وقتنا الحاضر، لذا فإن التعريف الحالي للبليستوسيني يتضمن جزءا مما كان قبل عام 2009، ويعرف بأنه العصر البليوسيني.
غالبا ما تعامل طبقات الرباعي مع التقسيمات الفرعية الإقليمية. منذ سبعينيات القرن العشرين، حاولت اللجنة الدولية للطبقات (ICS) بعمل مقياس زمني جيولوجي واحد يعتمد على نقطة ومقطع طبقة الحدود العالمية (GSSP)، التي يمكن استخدامها دوليا. وحددت التقسيمات الفرعية للرباعي على أساس الطبقات الحيوية بدلاً من المناخ القديم.
وهذا أدى إلى مشكلة في القاعدة المقترحة من البليستوسين التي كانت عند 1.805 مليون سنة مضت، وذلك بعد وقت طويل من بدء التجلد الرئيسي في نصف الكرة الشمالي. ثم اقترحت اللجنة الدولية للطبقات إلغاء استخدام اسم الرباعي تماما، الذي لم يقبله الاتحاد الدولي لأبحاث العصر الرباعي [الإنجليزية] (INQUA).
تقرر في عام 2009 جعل الرباعي أصغر عصر من حقبة الحياة الحديثة التي قاعدته عند 2.588 مليون سنة مضت، شاملة مرحلة الجيلاسي، والذي كان يُعتبر سابقا جزءا من العصر النيوجيني وفترة البليوسيني.
اقترح الأنثروبوسين كفترة ثالثة كعلامة للتأثير البشري على البيئة العالمية بدءًا من الثورة الصناعية، أو قبل حوالي 200 سنة. ولم يعين الأنثروبوسين رسميًا من قبل اللجنة الدولية للطبقات، لكن مجموعة عمل كانت تعمل لاقتراح إنشاء فترة أو عصر فرعي.

## الأقسام الفرعية
التقسيمات الفرعية لعصر الرباعي من الأحدث إلى الأقدم هي:
| العصر     | الفترة       | المرحلة     | أهم الأحداث | البداية (م.س.مضت) |
| --------- | ------------ | ----------- | --- | ----------------- |
| الرباعي   | الهولوسيني   | الميغالايي  | - أحداث جيولوجية:حدث 4.2 الف سنة. - أحداث حيوية :التوسع الشعوب الأسترونيزية، زيادة ثاني أكسيد الكربون الصناعي. | 0.0042            |
| الرباعي   | الهولوسيني   | النورثغريبي | - أحداث جيولوجية:حدث 8.2 الف سنة، المناخ الهولوسيني الأمثل. فيضانات مستوى سطح البحر في دوجرلاند وسوندالاند. الصحراء الكبرى تتحول إلى صحراء. - أحداث حيوية :نهاية العصر الحجري وبداية التاريخ المسجل. أخيرًا توسع البشر في أرخبيل القطب الشمالي وجرينلاند. | 0.0082            |
| الرباعي   | الهولوسيني   | الغرينلاندي | - أحداث جيولوجية: يستقر المناخ. - أحداث حيوية : يبدأ الانقراض الحالي بين جليديين والهولوسيني. بداية الزراعة. ينتشر البشر عبر الصحراء الكبرى الرطبة وشبه الجزيرة العربية، وأقصى الشمال، والأمريكيتين (البر الرئيسي ومنطقة الكاريبي).                      | 0.0117 ± 0.000099 |
| الرباعي   | البليستوسيني | المتأخر     | - أحداث جيولوجية: العصر الجليدي الإيمي، العصر الجليدي الأخير، مع نهاية درياس الأصغر. ثوران توبا. - أحداث حيوية :انقراض الحيوانات الضخمة في البلستوسيني (بما في ذلك آخر الطيور المرعبة). توسع البشر في أوقيانوسيا القريبة والأمريكيتين.                   | 0.129             |
| الرباعي   | البليستوسيني | التشيباني   | - أحداث جيولوجية:حدث انتقال منتصف البليستوسيني، دورات جليدية عالية السعة تبلغ 100 ألف سنة. - أحداث حيوية :ظهور الإنسان العاقل. | 0.774             |
| الرباعي   | البليستوسيني | الكالابري   | - أحداث جيولوجية:زيادة برودة المناخ. - أحداث حيوية :انقراض طيور الرعب العملاقة. انتشار الإنسان المنتصب في جميع أنحاء أفرو-أوراسيا. | 1.8               |
| الرباعي   | البليستوسيني | الجيلاسي    | - أحداث جيولوجية: بداية التجلّد الرباعي والمناخ غير مستقر. - أحداث حيوية : ظهور الحيوانات الضخمة البليستوسيني والإنسان الماهر. | 2.58              |
| النيوجيني | البليوسيني   | البياشنزي   | أقدم | أقدم              |

## جيولوجيا
تمثل مدة 2.6 مليون سنة من العصر الرباعي الوقت الذي كان فيه البشر. وخلال هذه الفترة الزمنية الجيولوجية القصيرة، كان هناك تغير طفيف في توزيع القارات بسبب الصفائح التكتونية.
من التغيرات الجغرافية الرئيسية خلال هذه الفترة الزمنية ظهور مضيقي البوسفور وسكاغيراك خلال العصور الجليدية، والتي حولت البحر الأسود وبحر البلطيق إلى مياه عذبة، تلتها فيضانات (والعودة إلى المياه المالحة) بسبب ارتفاع مستوى سطح البحر؛ الامتلاء المتكرر للقناة الإنجليزية، وتشكيل جسر بري بين بريطانيا والبر الرئيسي الأوروبي؛ والإغلاق الدوري لمضيق بيرينغ، وتشكل الجسر البري بين آسيا وأمريكا الشمالية؛ والفيضانات الدورية في سكابلاند في شمال غرب أمريكا بالمياه الجليدية.
إن الأتساع الحالي لخليج هدسون، والبحيرات العظمى والبحيرات الرئيسية الأخرى في أمريكا الشمالية هي نتيجة لإعادة تعديل الدرع الكندي منذ العصر الجليدي الأخير؛ وتواجد شواطئ مختلفة على مدار زمن العصر الرباعي.

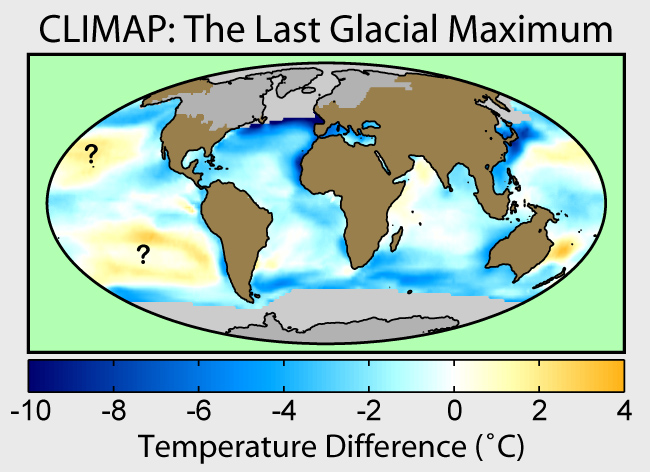
توسع الجليد خلال آخر أقصى تجلد منذ حوالي 20,000 عام. تسبب في تكون صفائح جليدية بسماكة 3 إلى 4 كم، وانخفاض عالمي في مستوى سطح البحر بحوالي 120 مترًا.

كان هناك غطاء جليدي قطبي في القارة القطبية الجنوبية طوال فترة البليستوسيني، وكذلك في البليوسيني. وغير مؤكد فيما إذا الغطاء الجليدي في غرينلاند خلال جميع العصور الجليدية كانت محفوظة. وصلت الأنهار الجليدية القارية خلال العصور الجليدية في بعض المناطق دائرة العرض 40. وغطت الأنهار الجليدية الداخلية الكثير من أمريكا الشمالية، وأوروبا وسيبريا. خلال الذروة الجليدية الأخير قبل 20000 سنة، غطت صفيحة لورنتيان الجليدية في أمريكا الشمالية كل من كندا، وغرينلاند وشمال الولايات المتحدة وذلك بشكل كامل. وظلت ألاسكا خالية من الجليد تقريبًا بسبب الظروف الجافة. وتقدر المساحة المغطاة بالجليد في هذه المنطقة بـ 13-16 مليون كيلومتر مربع، ويصل سمكها إلى 4 كم وتحتوي على حوالي 30 مليون كيلومتر مكعب من الجليد، أي أكثر من القارة القطبية الجنوبية اليوم. وفي أوراسيا، غطت صفيحة فينوسكنديا الجليدية شمال أوروبا، بما فيها الجزر البريطانية، وبحر الشمال، وبحر البلطيق، وألمانيا، وبولندا وروسيا وحتى غرب سيبيريا. وقد يكون وسط وشرق سيبريا خاليا من الجليد بسبب نقص الرطوبة. يقدر السطح المغطى بالجليد بحوالي 6.7 مليون كيلومتر مربع، ويصل سمكه حوالي كيلومتر وحجمه حوالي 7 ملايين كيلومتر مكعب، أقل بأربع مرات مما في أمريكا الشمالية.
بالنسبة إلى نصف الكرة الجنوبي قد لا تكون الطبقة الجليدية في القطب الجنوبي مختلفة تماما عما هي عليه هذا اليوم. وفي خارج هذه المناطق تشكلت الصفائح الجليدية الرئيسية في جبال الألب وفي جبال الهيمالايا. وفي جنوب باتاغونيا كانت جبال الأنديز مغطاة بطبقة من الجليد. وكانت هناك أنهار جليدية في نيوزيلندا وتاسمانيا. وفي شرق ووسط أفريقيا، كانت الأنهار الجليدية في جبل كينيا، وكليمنجارو ورونزوري الأقدم عمرا. وكانت هناك أنهار جليدية في جبال إثيوبيا وغرب الأطلس. ومن المتوقع انه في أقصى تجلد، كان 30% من سطح الأرض مغطى بالجليد، أي حوالي 44.4 مليون كيلومتر مربع، مقارنة بـ 10% في هذا اليوم، أي حوالي 14.9 مليون كيلومتر مربع. بالإضافة إلى ذلك، فإن طبقة من التربة الصقيعية امتدت جنوبا بضع مئات من الكيلومترات من حافة الصفيحة الجليدية في أمريكا الشمالية وعدة مئات في أوراسيا. وكان متوسط درجة الحرارة السنوية عند حافة النهر الجليدي تقريبا -6 درجة مئوية وعلى حافة التربة الصقيعية، 0 درجة مئوية.
من الآثار الرئيسية للتجلد هي تآكل وترسب المواد على مناطق واسعة من القارات، وتغير أنظمة الأنهار، ونشوء الملايين من البحيرات، وتغيرات في مستوى سطح البحر، وتطورت البحيرات المطرية البعيدة عن أطراف الجليد، بسبب تغيرات القشرة المتوازنة والشذوذ في الرياح. أحتفظ تطور التجلد كميات هائلة من المياه في الصفائح الجليدية القارية والتي بلغ سمكها حوالي 1.5-3 كم، وأدت إلى انخفاض مستوى سطح البحر بمقدار 100 متر أو أكثر على سطح الأرض بالكامل. خلال فترة ما بين الجليديين، كالتي نعيشها اليوم، وتراجع الخط الساحلي وهدأ من خلال رد فعل توازن القشرة الأرضية أو من حركات ناشئة أخرى في بعض المناطق.

## فترات الجليد

رسم بياني لثاني أكسيد الكربون (الأخضر)، ودرجة الحرارة المقدرة (الزرقاء) والغبار (الأحمر) المستخرج من العينات الجليدية المأخوذة من بحيرة فوستوك على مدى 420,000 سنة الماضية.

كان يعتقد حتى وقت قريب أنه خلال العصر الرباعي كان هناك تقلبات في الحجم الكلي للجليد على الأرض، وقد حدثت دورات في مستوى سطح البحر ودرجة الحرارة العالمية في في البداية 41,000 سنة وفي الآونة الأخيرة 100,000 سنة. لهذا، تم الاعتماد على نوى الجليد المستخرجة الموافقة لآخر 800,000 سنة وعلى نوى الرواسب البحرية للعصور السابقة. وتشير التقديرات إلى أنه كان هناك حوالي 80 دورة من الجليد.
بالتالي، يفترض أنه في المليون سنة الماضية حدثت أربع تجلدات رئيسية، مع ما يصاحبه من بين الدورات من تسميات (وفقًا للمدرسة الكلاسيكية التي أخذت وسط أوروبا كمرجع لتسمية الأنهار، وروافد الدانوب، حيث تم تحديد الملاحظات الأولى):
- تجمد غونز (بدأ قبل 1.1 مليون سنة).
- تجمد ميندل (580,000 سنة).
- تجمد ريس (200,000 سنة).
- تجمد وورم (80,000 سنة).

الأحداث السابقة من التجلدات تم تسميتها «بايبر» (2.5 مليون سنة) و«دوناو» (1.8 مليون سنة).
تأسست فكر حديثة أن في نهاية تجمد «وورم» أو «ويسكونسين» كانت الأرض في فترة جليدية، وقد ميزت بداية فترة الهولوسيني. بدأت قبل حوالي 12,000 سنة، وتسبب في بداية اختفاء الصفائح الجليدية في الفترة الجليدية الأخيرة. لا تزال بقايا هذه الصفائح الجليدية موجودة في غرينلاند وأنتاركتيكا، وتحتل حاليا ما يقرب من 10% من سطح الأرض. لا تزال دورة التجلد مستمرة، ويعتقد بعض الباحثين أن الفترة الجليدية التالية يمكن أن تحدث خلال 50,000 سنة القادمة.

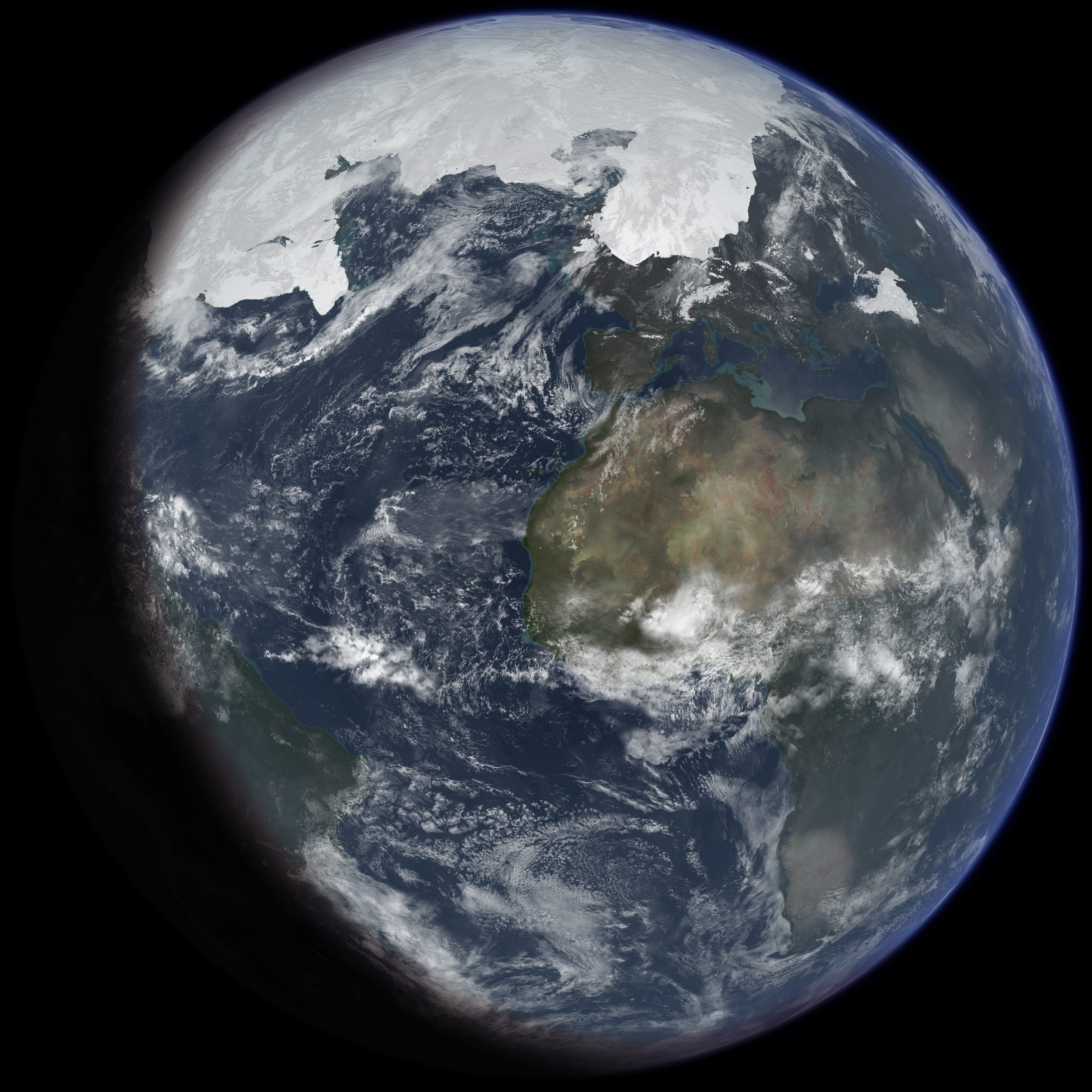
رسم تقريبي لشكل الكرة الارضية خلال الذروة الجليدية الأخيرة

ولكن اليوم يعرف التجلد بالمعنى الكلاسيكي (نوبات باردة طويلة وثابتة تليها نوبات دافئة) وهذا مشكوك فيه. في الوقت الحالي، تم التأكد من أن هناك سلسلة من المراحل النظائرية والقصيرة بالعمر، ويشير العلماء للمراحل الباردة بالأرقام الزوجية والمراحل المعتدلة بالفردية. وعلى الرغم من هذا، يستمر استخدام المصطلحات المتعلقة بالتجلد كمرجع عند تأريخ أحداث العصر الرباعي وما يتعلق به مثل العصر الحجري القديم.

## المناخ

الغطاء النباتي خلال آخر تجلد، منذ حوالي 20,000 سنة.

كانت درجة الحرارة في مياه المحيط السطحية أثناء الذروة الجليدية أقل بـ 4-5 درجة مئوية من الوقت الحالي (في الوقت الحالي ∼18 درجة مئوية للمياه الشبه استوائية و ∼14 درجة مئوية للمياه الشبه قطبية)، كما في المناطق الاستوائية. وخلال ما بين التجلد يمكن أن تكون درجة الحرارة أعلى بمقدار 1-2 درجة مئوية من الحالية.
تسبب وجود الجليد في اجزأ كبيرة من القارات إلى تغير كبير في نمط دوران الغلاف الجوي. وكانت الرياح قوية ومستمرة بقرب الحواف الجليدية بسبب كثافة وبرودة الهواء. وقد حملت هذه الرياح كميات كبيرة من الرواسب الدقيقة التي تآكلت بسبب الأنهار الجليدية، وتراكم هذا الغبار على شكل رواسب طفالية مشكلة رواسب غير منتظمة في جزء كبير من وادي نهر ميزوري، ووسط أوروبا وشمال الصين.
يتميز مناخ العصر البليستوسيني بظاهرة إل نينيو المستمرة مع الرياح التجارية في جنوب المحيط الهادئ، ويخف الهواء الشرقي بالقرب من بيرو أو يسخن تيارات المحيط الدافئة من غرب المحيط الهادئ والمحيط الهندي إلى شرق المحيط الهادئ، بالإضافة إلى علامات «إل نينيو» أخرى.
```
كانت الأمطار خلال العصور الجليدية قليلة بسبب انخفاض تبخر المياه من المحيطات. وأيضا، سبب المناخ الجاف اتساع أكثر للصحاري وزيادة جفافها.
```

## الحيوانات
كان للتغيرات المناخية الشديدة خلال الدورات الجليدية تأثيرات مهمة على الحيوانات والنباتات. مع كل تقدم جليدي لمساحات واسعة من القارات، تتم هجرة النباتات والحيوانات وتتوجه جنوبا. كان الضغط القوي الناجم عن التغيرات المناخية الحادة أحد أسباب قلة مساحات المعيشة وقلة الإمدادات الغذائية. بالنسبة للنباتات، تبين الأحافير المتبقية تشابها غريبا مع النباتات الحالية. حيث كانت التغيرات في الحيوانات كبيرة. في نهاية البليستوسيني، كان هناك حدث كبير لانقراض الثدييات الكبيرة (الحيوانات الضخمة): فقدت جميع القارات باستثناء أفريقيا وآسيا، جميع الحيوانات التي تزن أكثر من طن، وقد يكون التدخل البشري له دور كبير في ذلك، بالإضافة إلى التغيرات المناخية. اختفت أنواع مثل الماموث، والماستودون، ودب الكهوف، والميغاثيريم، والغليبتودون، والسميلودون، والأيل الأيرلندي، واختفى أيضًا النياندرتال خلال هذه الفترة.

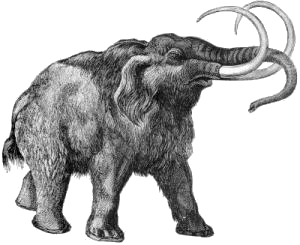
ماموث (الخرطوميات)
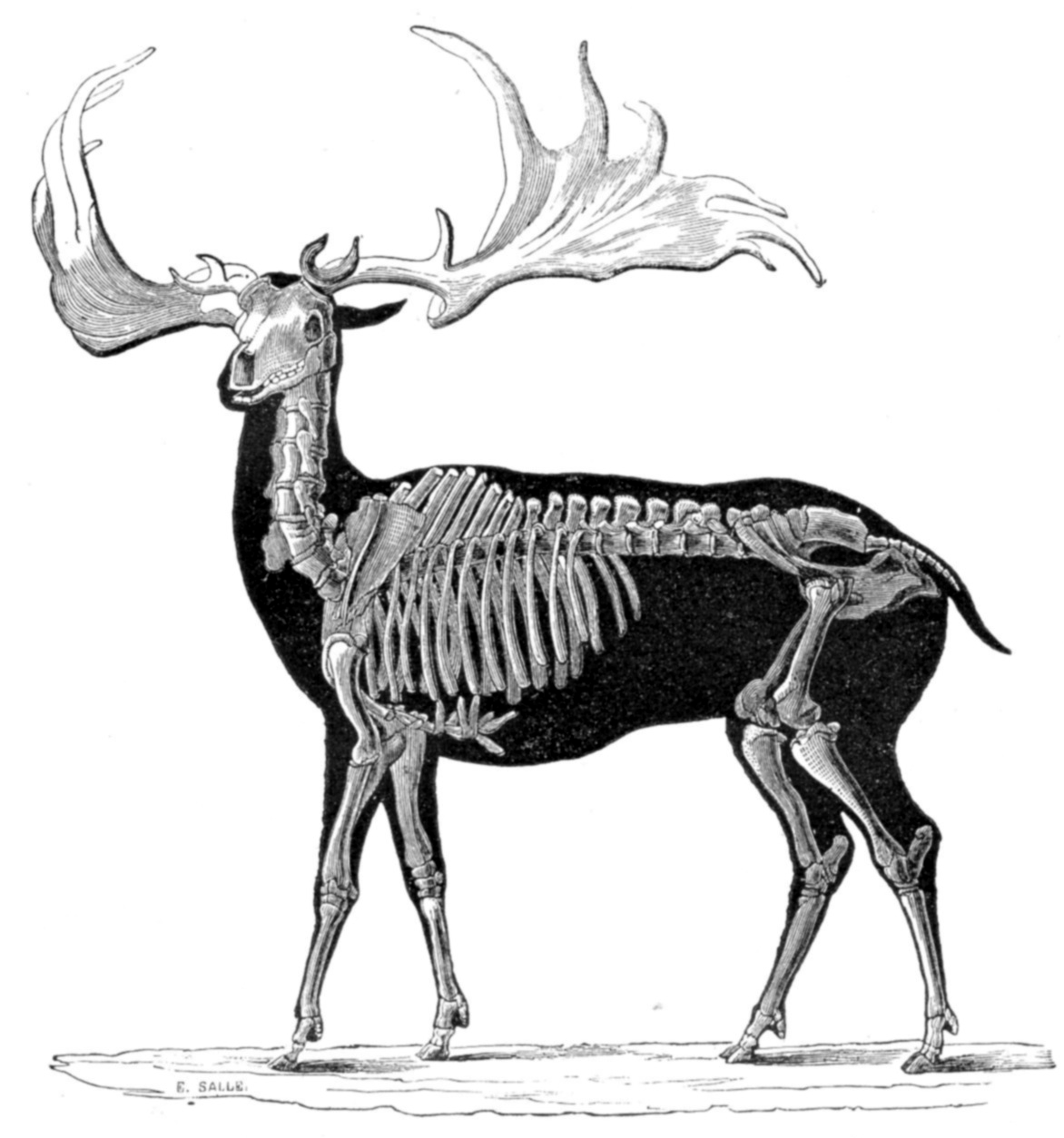
أيل أيرلندي (مزدوجات الأصابع)
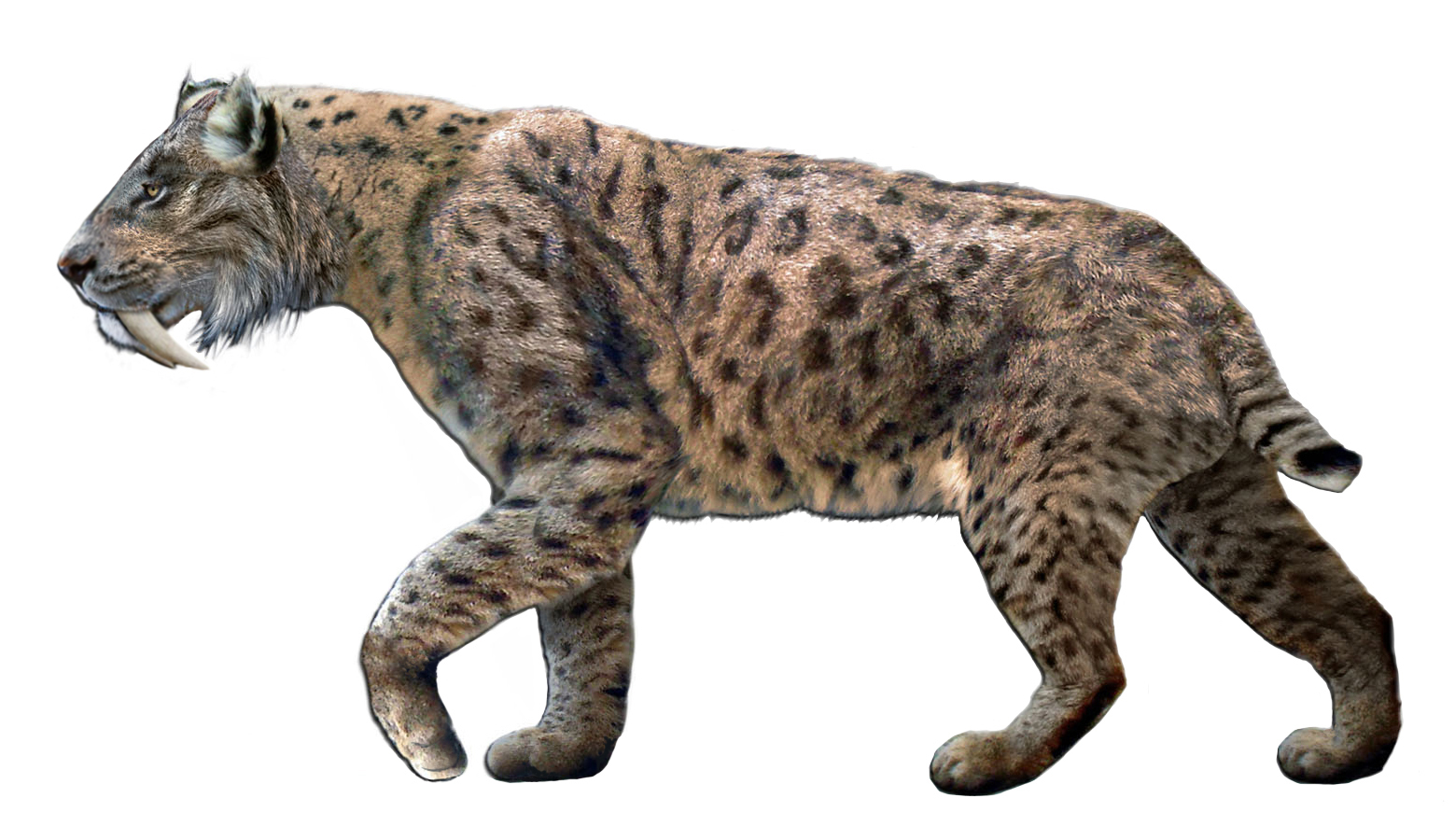
سميلودون (لواحم)
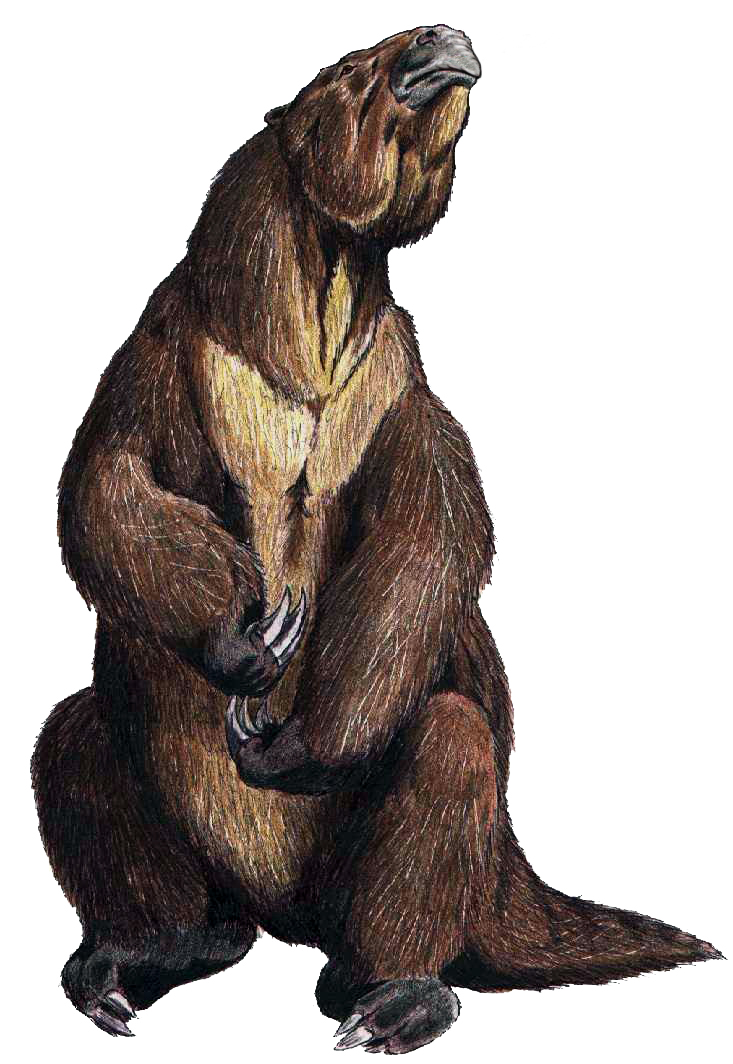
ميغاثيريم (ثدييات مشعرة)

استمرت انقراضات في الهولوسيني، والسبب هذه المرة بلا شك يعود إلى البشر. وقد تسارع معدل الانقراض الملاحظ بشكل كبير في السنوات الخمسين الماضية. ويسمى حدث انقراض الهولوسيني أحيانا الانقراض السادس، لأنه في الماضي كانت هناك خمسة أحداث انقراض رئيسية أخرى.

## انقراض الرباعي

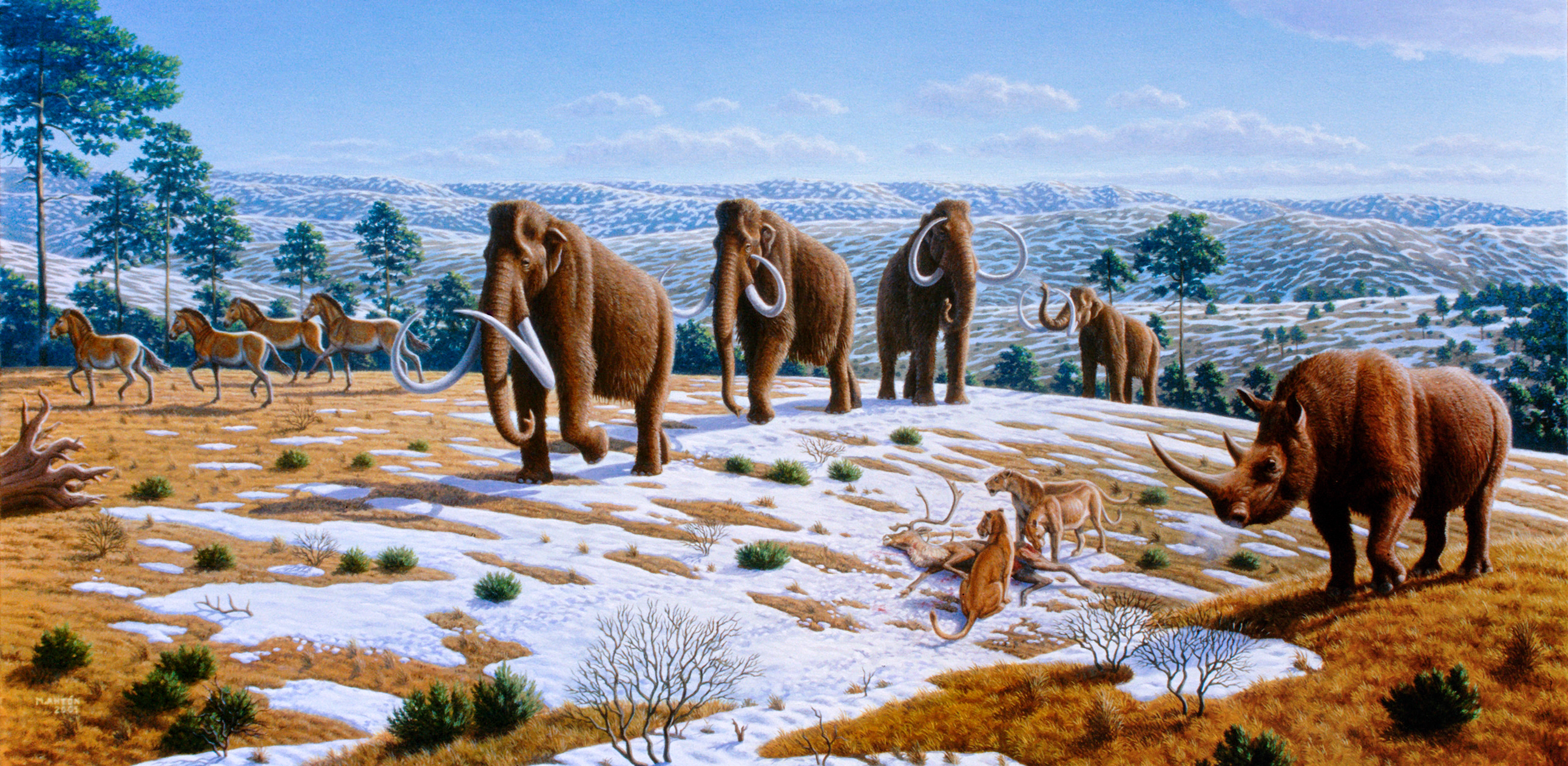
منظر من أواخر البليستوسيني في شمال إسبانيا، بواسطة ماوريسيو أنتون. (من اليسار إلى اليمين: خيول برية، ماموث صوفي، رنة، أسد الكهوف الأوروبي، وحيد القرن الصوفي)

شهد العصر الرباعي انقراض للعديد من الأنواع، معظمها من الحيوانات الكبيرة. العديد من الانقراضات وقعت خلال الفترة الانتقالية من البليستوسيني إلى الهولوسيني، ومع ذلك فإن موجة الانقراض هذه لم تتوقف عند نهاية البليستوسيني، بل أنها استمرت وخاصة في الجزر المنعزلة. من بين الأسباب الرئيسية المفترضة من قبل علماء الأحياء القديمة في انقراض الهولوسيني هما تغير المناخ والصيد الجائر من قبل البشر الذين ظهروا خلال البليستوسين الأوسط وهاجروا إلى مناطق كثيرة في العالم خلال البليستوسيني المتأخر والهولوسيني، وهناك فرضية أخرى وهي فرضية المرتبة الثانية للافتراس Second-order predation التي تركز أكثر على الأضرار غير المباشرة الناجمة عن المنافسة الشديدة مع الحيوانات المفترسة من غير البشر، كما تم النقاش حول انتشار الأمراض كسبب محتمل أيضًا.